# Endymion (divadelní hra)

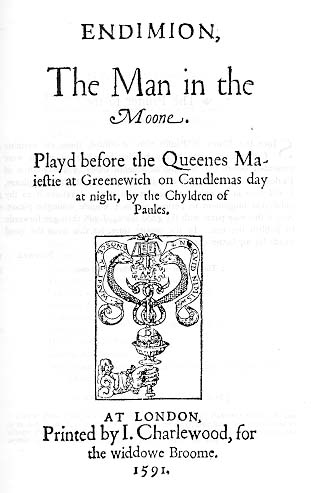
Titulní strana hry Endymion, the Man in the Moon.

Endymion, the Man in the Moon je hra, kterou napsal alžbětinský autor John Lyly. Hra je jasným příkladem kultu lichotek na dvoře královny Alžběty I., a byla popsána jako bez pochyb ta nejsmělejší a nejkrásnější hra mezi díly téhož autora.

## Představení a publikace
Není s jistotou známo, kdy byla hra napsána, ale byla uvedena v Greenwich společností Children of Paul's (jeden z londýnských chlapeckých hereckých sborů), pravděpodobně 2. února 1588. Do Stationers' Register (instituce povolující mimo jiné tisk děl) byl Endymion zaveden 4. října 1591, a brzy na to publikován.
Endymion je momentálně ve stádiu nového uvádění. Například v roce 2012 společnost T24 Drama Society z Univerzity v Kentu uvedla plnou produkci hry. Představení režíroval Freddy Waller a hráli John Davis v roli Endymiona a Holly Morran jako Cynthia.

## Zdroje
Jak napovídá název, hra má základ v antickém mýtu o Endymiónovi. Avšak souvislost s mýtem je pouze úzká a dílo je převážně produktem autorovy vlastní fantazie a vkusu. Zdá se, že Lyly si též vypůjčil pár věcí z dialogu mezi Měsícem a Venuší napsaným Lúkianem. Části v komické vedlejší zápletky mají původ v italské Commedia dell'arte a klasické latinské komedii Plauta a Afera.

## Synopse
Úvodní scéna sestává z konverzace mezi Endymionem a jeho přítelem Eumenidem, oři které Endymion přizná, že se zamiloval do bohyně Měsíce (Cynthia). Eumenides dochází k závěru, že jeho přítel byl očarován a ztratil rozum. Cynthia je chladná k Endymionově vášni. Jeho předchozí milovaná, Tellus, mu má změnu v zalíbení za zlé, a tak si najme čarodějnici jménem Dipsas, aby Endymiona kouzlem uvedla do hlubokého spánku, ze kterého nemůže být probuzen. Cynthia se o tomto vývoji situace dozví a uvězní Tellus na hradě za to, že o Endymionovi mluvila hrubě (ještě neví, že právě Tellus je původcem onoho očarování). Velitel hradu Corsites se do Tellus zamiluje. Cynthia zároveň pošle Eumenida, aby hledal lék proti kouzelnému spánku svého přítele.
Eumenides miluje Semele, přestože ona pohrdá jeho náklonností.  Na své cestě dojde ke kouzelné fontáně, která odpoví na jakýkoliv dotaz tazatele, ale jen na jeden; a váhá, zda se zaměřit na sebe nebo svého přítele. Vyhraje jeho smysl pro povinnost a fontána mu řekne, že pouze Cynthia může Endymiona probudit polibkem. Bohyně souhlasí, Endymiona políbí a probudí. Zrada od Tellus je prozrazena a odpuštěna. Jako je pro komedie obvyklé, hra končí svatbami – Tellus, Eumenides a Dipsas jdou k oltáři s odpovídajícími protějšky. Cynthia a Endymion se však nemohou vzít, protože jako bohyně je Cynthia pozemskému životu moc vzdálená.
Hra má též komickou vedlejší zápletku: Sir Tophas chová bláznivou náklonnost k čarodějce Dipsas, a je terčem posměchu skupiny pážat; jako obvyklý rys her tohoto autora.

## Odezva kritiků
Všeobecně se předpokládá, že Endymion je do jisté míry alegorie a že Cynthia reprezentuje královnu Alžbětu. Kritici 19. století přisuzovali role ve hře dalším členům královnina dvora: Endymion – Robert Dudley, 1. hrabě z Leicesteru, Tellus – Marie Stuartovna. Ve 20. století však kritici přistupovali k této teorii skepticky. Argumentovali, že pokud by Lyly takto otevřeně komentoval osobní život královny, jeho kariéra u dvora by měla brzký konec. V kontrastu s historickými interpretacemi je zastáváno též vyloženě křesťanské alegorické čtení.
Endymion je také pravděpodobně hrou, která měla největší vliv na Shakespeara. Nejvýrazněji na jeho hry Marná lásky snaha a Sen noci svatojánské.
Hra má co nabídnout spíše trpělivému čtenáři než fanouškovi dramatu díky své charakteristice, lehké zápletce a slovní bohatosti. Podle názoru jednoho komentátora, je Endymion, se svým paprskovitým vnitřním obrazem, matematickým rozpracováním, ustupujícími hlubinami a skoro nehybnou a záhadnou nadčasovosti, spíše rozjímáním, než komedií.